# Ludovic Delporte
Ludovic Delporte (Sainte-Catherine-lès-Arras, 6 febbraio 1980) è un ex calciatore francese, centrocampista.

## Carriera
Con la maglia dell'Osasuna ha disputato 109 incontri nella Liga, segnando 5 reti.
Ritiratosi inizialmente nel 2012, per i primi 6 mesi del 2015 ha trovato brevemente ingaggio nell'Arras, dando l'addio definitivo nel luglio dello stesso anno.